# 28118 Vaux
28118 Vaux è un asteroide della fascia principale. Scoperto nel 1998, presenta un'orbita caratterizzata da un semiasse maggiore pari a 2,1635919 au e da un'eccentricità di 0,2084603, inclinata di 3,01863° rispetto all'eclittica.